# Dissmeryngodes iracema
Dissmeryngodes iracema là một loài ruồi trong họ Asilidae. Dissmeryngodes iracema được Artigas & Papavero miêu tả năm 1991. Loài này phân bố ở vùng Tân nhiệt đới.